# Lijst van graven van Périgord

Het wapenschild van de graven van Périgord.

Dit is een lijst van graven van Périgord. Zij bestuurden de Franse regio Périgord. Hun historische residentie was de stad Périgueux.

## Lijst van graven van Périgord

### Huis der Wilhelmiden (845-866)
| Van | Tot | Naam                      | Relatie met de voorganger | Andere titels                   |
| --- | --- | ------------------------- | ------------------------- | ------------------------------- |
| 845 | 866 | Emenon (overleden in 866) | Eerste graaf van Périgord | Graaf van Poitiers en Angoulême |

### Huis Taillefer (866-975)
| Van | Tot | Naam                                      | Relatie met de voorganger  | Andere titels       |
| --- | --- | ----------------------------------------- | -------------------------- | ------------------- |
| 866 | 886 | Wulgrin I (overleden in 886)              | Voogd van Emenons kinderen | Graaf van Angoulême |
| 886 | 920 | Willem I van Périgord (overleden in 920)  | Zoon van Wulgrin I         | Graaf van Agenais   |
| 920 | 950 | Bernard van Périgord (overleden in 955)   | Zoon van Willem I          | Graaf van Angoulême |
| 950 | 962 | Arnold I van Périgord (overleden in 962)  | Zoon van Bernard I         | Graaf van Angoulême |
| 962 | 962 | Willem II van Périgord (overleden in 962) | Broer van Arnold I         |                     |
| 962 | 975 | Ranulf van Périgord (overleden in 975)    | Halfbroer van Willem II    |                     |

### Huis Charroux, later Talleyrand geheten, ook wel huis Périgord genoemd (975-1399)
| Van  | Tot  | Naam                                                            | Relatie met de voorganger                 | Andere titels       |
| ---- | ---- | --------------------------------------------------------------- | ----------------------------------------- | ------------------- |
| 975  | 976  | Eli I van Périgord (overleden in 976)                           | Kleinzoon van graaf Willem I van Périgord |                     |
| 976  | 997  | Adalbert I van Périgord (overleden in 997)                      | Broer van Eli I                           | Graaf van La Marche |
| 997  | 1005 | Boso II van Périgord (overleden in 1005)                        | Broer van Adelbert I                      | Graaf van La Marche |
| 1005 | 1031 | Eli II van Périgord (overleden in 1031)                         | Zoon van Boso II                          |                     |
| 1031 | 1072 | Adelbert II van Périgord (1020–1072)                            | Zoon van Eli II                           |                     |
| 1072 | 1104 | Eli III van Périgord (1055–1104)                                | Zoon van Adelbert II                      |                     |
| 1104 | 1115 | Willem III van Périgord (1080–1115)                             | Zoon van Eli III                          |                     |
| 1115 | 1155 | Eli IV van Périgord (1083–1155)                                 | Broer van Willem III                      |                     |
| 1155 | 1166 | Boso III van Périgord (1106–1166)                               | Zoon van Eli IV                           |                     |
| 1166 | 1205 | Eli V van Périgord (1136–1205)                                  | Zoon van Boso III                         |                     |
| 1205 | 1212 | Archimbald I van Périgord (overleden in 1212)                   | Zoon van Eli V                            |                     |
| 1212 | 1239 | Archimbald II van Périgord (1164–1239)                          | Broer van Archimbald I                    |                     |
| 1239 | 1251 | Eli VI van Périgord (overleden in 1251)                         | Zoon van Archimbald II                    |                     |
| 1251 | 1295 | Archimbald III van Périgord (1237–1295)                         | Zoon van Eli VI                           |                     |
| 1295 | 1311 | Eli VII van Périgord (1261–1311)                                | Zoon van Archimbald III                   |                     |
| 1311 | 1336 | Archimbald IV van Périgord (overleden in 1336)                  | Zoon van Eli VII                          |                     |
| 1336 | 1368 | Rogier Bernard van Périgord (1299–1368)                         | Broer van Archimbald IV                   |                     |
| 1368 | 1398 | Archimbald V van Périgord (1339–1399); in 1398 afgezet          | Zoon van Rogier Bernard                   |                     |
| 1398 | 1399 | Archimbald VI van Périgord (overleden in 1430); in 1399 afgezet | Zoon van Archimbald V                     |                     |

In 1399 confisqueerde koning Karel VI van Frankrijk de landerijen van de laatste graaf van Périgord. In 1400 schonk de koning de titel aan zijn broer, hertog Lodewijk I van Orléans.

### Huis Orléans(1400-1437)
| Van  | Tot  | Naam                               | Relatie met de voorganger | Andere titels       |
| ---- | ---- | ---------------------------------- | ------------------------- | ------------------- |
| 1400 | 1407 | Lodewijk I van Orléans (1372–1407) | Geen relatie              | Hertog van Orléans  |
| 1407 | 1437 | Jan van Angoulême (1399-1467)      | Zoon van Lodewijk I       | Graaf van Angoulême |

In 1437 verkocht Jan de titel van graaf van Périgord aan Jan van Châtillon, graaf van Penthièvre.

### Huis Châtillon (1437-1481)
| Van  | Tot  | Naam                                       | Relatie met de voorganger | Andere titels                                |
| ---- | ---- | ------------------------------------------ | ------------------------- | -------------------------------------------- |
| 1437 | 1454 | Jan van Châtillon (overleden in 1454)      | Geen relatie              | Graaf van Penthière en burggraaf van Limoges |
| 1454 | 1455 | Willem IV van Périgord (overleden in 1455) | Broer van Jan             | Burggraaf van Limoges                        |
| 1455 | 1481 | Françoise van Périgord (overleden in 1481) | Dochter van Willem IV     | Burggraaf van Limoges                        |

Françoise van Périgord was gehuwd met Alain van Albret en de titel van graaf van Périgord werd na haar dood geërfd door haar zoon Jan III van Navarra.

### Huis Albret (1481–1572)
| Van  | Tot  | Naam                                | Relatie met de voorganger       | Andere titels             |
| ---- | ---- | ----------------------------------- | ------------------------------- | ------------------------- |
| 1481 | 1516 | Jan III van Navarra (1469–1516)     | Zoon van Françoise van Périgord | Koning-gemaal van Navarra |
| 1516 | 1555 | Hendrik II van Navarra (1503–1555)  | Zoon van Jan III                | Koning van Navarra        |
| 1555 | 1572 | Johanna III van Navarra (1528–1572) | Dochter van Hendrik II          | Koning van Navarra        |

### Huis Bourbon(1572-1604)
| Van  | Tot  | Naam                                 | Relatie met de voorganger        | Andere titels                   |
| ---- | ---- | ------------------------------------ | -------------------------------- | ------------------------------- |
| 1572 | 1584 | Hendrik IV van Frankrijk (1553–1610) | Zoon van Johanna III van Navarra | Koning van Navarra en Frankrijk |
| 1584 | 1604 | Catharina (1559–1604)                | Zus van Hendrik IV van Frankrijk |                                 |

Catharina was de laatste persoon die de titel van graaf of gravin van Périgord voerde. Ze stierf kinderloos.